# The Battle of Bannockburn
The Battle of Bannockburn jest trzecim singlem heavymetalowej grupy Grave Digger. Wydany został przez G.U.N. Records w 1998 roku.

## Lista utworów
1. The Battle of Bannockburn - 4:41
2. Baphomet - 4:12
3. Knights of the Cross - 4:53
4. The Keeper of the Holy Grail - 5:53

## Twórcy
- Chris Boltendahl - śpiew
- Uwe Lulis - gitara
- Jens Becker - gitara basowa
- Stefan Arnold - perkusja
- Hans Peter Katzenburg - instrumenty klawiszowe